# Manuel H
Manuel Humberto Rodríguez Corredor (Bogotá, 14 de julio de 1920-Bogotá, 18 de septiembre de 2009) fue un tipógrafo, fotógrafo y reportero gráfico colombiano, conocido por tener un archivo fotográfico de siete décadas con la historia de Bogotá y conocidas fotos en el ámbito taurino.

## Biografía
Más conocido como "Manuel H", oriundo del tradicional barrio San Diego de Bogotá, fue uno de los más destacados fotógrafos colombianos. Su lugar de residencia y trabajo fue la capital de Colombia.
Con una cámara Rolleiflex captaría lo que fueran sus primeras imágenes como fotógrafo taurino, tiempo después retrataría y actuaría como reportero gráfico en los sucesos más importantes de Bogotá desde 1945, mismo año en que colaboró como fotógrafo de "El diario liberal",  Diario que dirigía en su momento  Alberto Lleras Camargo, en 1952 colaboró al diario El Tiempo hasta 1994. Su extensa carrera lo lleva a fotografiar a los personajes más importantes de la época, tales como deportistas, reinas de belleza, artistas y políticos, entre los que se encontraban Manolete, César Rincón, Belisario Betancur, Piero, Gabriel García Márquez, Cantinflas, entre otras personalidades nacionales e internacionales.
Lo que marcaría su vida profesional como fotógrafo fue el asesinato del caudillo liberal Jorge Eliecer Gaitán el 9 de abril de 1948, suceso conocido como el Bogotazo.
Para este momento Manuel Humberto Rodríguez Corredor contaba con 28 años de edad, una cámara manual y algunas películas en blanco y negro. Lo registrado por "Manuel H." ese día,  le dio reconocimiento en el trabajo que ejercía, y quedaron como muestra del archivo del fotógrafo. Fotos como la que tomó en el Cementerio Central de Bogotá al cadáver de  Juan Roa Sierra, autor material del magnicidio de Jorge Eliecer Gaitán, fotografía que apareció en las primeras planas de los principales diarios de la época, la imagen del Tranvía de Bogotá incendiado en la plaza de Bolívar, el incendio en 1977 del edificio de Avianca, cuando subió hasta el piso trece a realizar sus tomas, en 1989 la bomba de la calle veinticinco con carrera décima en Bogotá. Estos y muchos más se encuentran en el archivo de 516.141 negativos en blanco y negro y 190.000 en color que hoy en día forman parte del patrimonio familiar del fotógrafo.

## Últimos años de vida
Después de perder todas sus pertenencias por embargo en 1950 al abrir su primer estudio, decide dar apertura a "Foto Manuel H" en 1952, ubicado en la carrera séptima, número 22-09, de Bogotá. En sus últimos años dejó a un lado su faceta de reportero gráfico para dedicarse a la fotografía de estudio, siendo ayudado por algunos de sus hijos y nietos.
Falleció en una clínica al norte de Bogotá el 18 de septiembre de 2009 debido a una enfermedad pulmonar intersticial difusa, la misma que lo tuvo interno desde el 5 de julio de ese año.

## Reconocimientos
| Año  | Premio                                                              | Otorgado por          |
| ---- | ------------------------------------------------------------------- | --------------------- |
| 2000 | Orden Civil al Mérito Ciudad de Bogotá en el grado de Gran Oficial. | Enrique Peñalosa      |
| 2004 | Premio Nacional Vida y Obra                                         | Ministerio de Cultura |
| 2004 | La Gran Orden Ministerio De Cultura                                 | Ministerio de Cultura |
| 2007 | Orden Civil Al Mérito en el grado de Comendador                     | Luis Eduardo Garzón   |